# Urias Cuéllar
Octavio Salamanca más conocido por su alias 'Urias Cuéllar' (Colombia Siglo XX-agosto de 2001) fue un guerrillero colombiano, uno de los comandantes de las Fuerzas Armadas Revolucionarias de Colombia - Ejército del Pueblo (FARC-EP), en el Bloque Oriental de las FARC-EP.

## Biografía
Fue comandante de la Columna móvil Juan José Rondón. Sería el responsable de las tomas guerrilleras y ataques a Mitú, Base militar de Las Delicias y Puerto Inírida (Guainía),la Batalla de la Quebrada El Billar y Coreguaje (Putumayo), la emboscada de La Carpa, El Retorno y Miraflores (Guaviare), Puerto Rico y Puerto Lleras (Meta), entre otras acciones de las FARC-EP, hacía parte del denominado Estado Mayor del Bloque Oriental de las FARC-EP (EMBO) y considerado como el reemplazo del 'Mono Jojoy'.

## Muerte
Abatido en combates con la Fuerza de Despliegue Rápido (Fudra) del Ejército Nacional, durante la Operación 7 de agosto, en 2001.
Su alias fue usado también por un cabecilla de las disidencias de las FARC-EP, capturado en 2020.